# Svartstrupig siska
Svartstrupig siska (Crithagra atrogularis) är en afrikansk fågel i familjen finkar inom ordningen tättingar.

## Utseende och läte
Svartstrupig siska är en liten streckad, gråbrun fink med citrongul övergump och vita stjärtspetsar. Strupen är svart i varierande mängd, mer utbrett hos hanen än honan. Sången är komplex, en serie med visslingar och melodier. Lätena är enklare, melodiska en- eller tvåtoniga "soooe-sweee".

## Utbredning och systematik
Svartstrupig siska delas in i sju underarter med följande utbredning:
- Crithagra atrogularis somereni – östra Kongo-Kinshasa, nordvästra Tanzania, Uganda och västra Kenya
- Crithagra atrogularis lwenarum – Kongo-Brazzaville, södra Kongo-Kinshasa, Angola, Zambia och sydvästra Tanzania
- Crithagra atrogularis deserti - södra Angola, Namibia och Kapprovinsen
- Crithagra atrogularis semideserti – södra Angola till norra Namibia, Botswana, södra Zambia och norra Sydafrika (nordvästra Limpopo)
- Crithagra atrogularis atrogularis – Zimbabwe (förutom i sydväst), sydöstra Botswana och norra Sydafrika (nordvästra Limpopo)
- Crithagra atrogularis impiger - centrala Sydafrika (sydöstra North West och Mpumalanga till Fristatsprovinsen, norra Östra Kapprovinsen och västra KwaZulu-Natal) samt Lesotho
- Crithagra atrogularis seshekeensis –i sydvästra Zimbabwe

Underarten seshekeensis inkluderas ofta i semideserti. Tillfälligt har den setts i Spanien, men den anses osannolikt att den nått dit på naturlig väg.

### Släktestillhörighet
Den placeras tidigare ofta i släktet Serinus, men DNA-studier visar att den liksom ett stort antal afrikanska arter endast är avlägset släkt med t.ex. gulhämpling (S. serinus).

## Levnadssätt
Svartstrupig siska hittas i törnbuskmarker, skogslandskap, buskiga områden i höglänta gräsmarker, odlingsbygd och trädgårdar. Där ses den i par eller flockar, födosökande på marken, i småbuskar och i gräs.

## Status och hot
Arten har ett stort utbredningsområde och en stor population med stabil utveckling och tros inte vara utsatt för något substantiellt hot. Utifrån dessa kriterier kategoriserar internationella naturvårdsunionen IUCN arten som livskraftig (LC).